# 아난케군
아난케군(Ananke group)은 목성의 역행 위성임과 동시에 불규칙 위성들 중, 아난케의 궤도를 따라가는 위성들을 말한다. 아난케의 궤도를 쫓아가는 것으로 보아 공통의 기원을 가졌을 것이라 생각된다. 이들 위성의 장반경은 19.3~22.7Gm이며, 궤도 경사각은 145.7°~154.8°이고, 궤도이심률은 0.02~0.28이다.

이 그림은 목성의 큰 불규칙위성들을 보여준다. 아난케군의 위치는 바닥 쪽에 아난케의 존재로 표시된다. 가로축 사이의 개체의 위치는 목성과의 거리를 나타낸다. 세로축은 궤도 경사를 나타낸다. 노란색 막대는 목성과의 궤도 이심률을 나타내고 있다. 원은 각각의 상대적인 크기를 나타낸다.

주요 위성들을 크기순으로 나열하면 다음과 같다.
- 아난케
- 프락시디케
- 이오카스테
- 하르팔리케
- 티오네
- 유안테

국제천문연맹은 모든 역행 위성의 이름 뒤에 e를 붙이기로 하고, 이 규칙은 아난케군의 위성들도 대상으로 한다.

## 기원
아난케군은 소행성이 목성 중력에 이끌려 온 이후 충돌로 분열하여 만들어진 것으로 추정한다. 이러한 생각은 핵심 소행성의 궤도 매개 변수 평균1의 분산 관계가 매우 작고, 속도 역적이 15 < δV < 80 m/s로 매우 작아서 하나의 소행성이 충돌, 해체했다는 것을 설명할 수 있기 때문이다.
현재 위성의 크기에 기초하여, 원래의 소행성은 지름이 28km였던 것으로 추정한다. 이 크기는 아난케 위성 자체의 지름과 비슷하기 때문에, 원래 소행성이 심하게 파괴되었을 가능성은 거의 없다.
가능한 광도 연구로는 일반적인 기원 논문에 신뢰를 주었다. 아넨케 위성이 회색과 붉은색의 경계에 위치했던 반면, 3개 위성 가족 하르팔리케, 프락시디케, 이오카스테는 서로 비슷한 회색빛을 가졌다(평균 색지수: B−V = 0.77 and V−R = 0.42).

이 그림은 아난케군의 핵심 위성들의 크기를 비교하고 있다. 가로축은 목성으로부터의 평균 거리를 나타내고 있고, 세로축은 궤도 경사를 나타내고, 원은 상대적인 크기를 나타낸다.

이 그림은 이전 그림보다 더 넓은 '시아'를 제공하며, 아난케군의 작은 위성들도 나타낸다.

1목성의 불규칙 위성의 접촉 궤도 매개변수는 태양에게 심한 영향을 받아 짧은 간격으로 많이 바뀐다. 예를 들어, 2년마다 장축단이 1 Gm가 바뀌며, 12년마다 평균이심률이 0.5 바뀌고, 24년마다 궤도 기울기가 5°바뀌는 것으로 보고되었다. 평균 궤도 요소값은 장기간에 걸쳐 현재 요소의 수치적분으로 구한 평균 이동값이며, 이는 동적인 값을 결정하는 데 이용한다.